# 馬霍斯

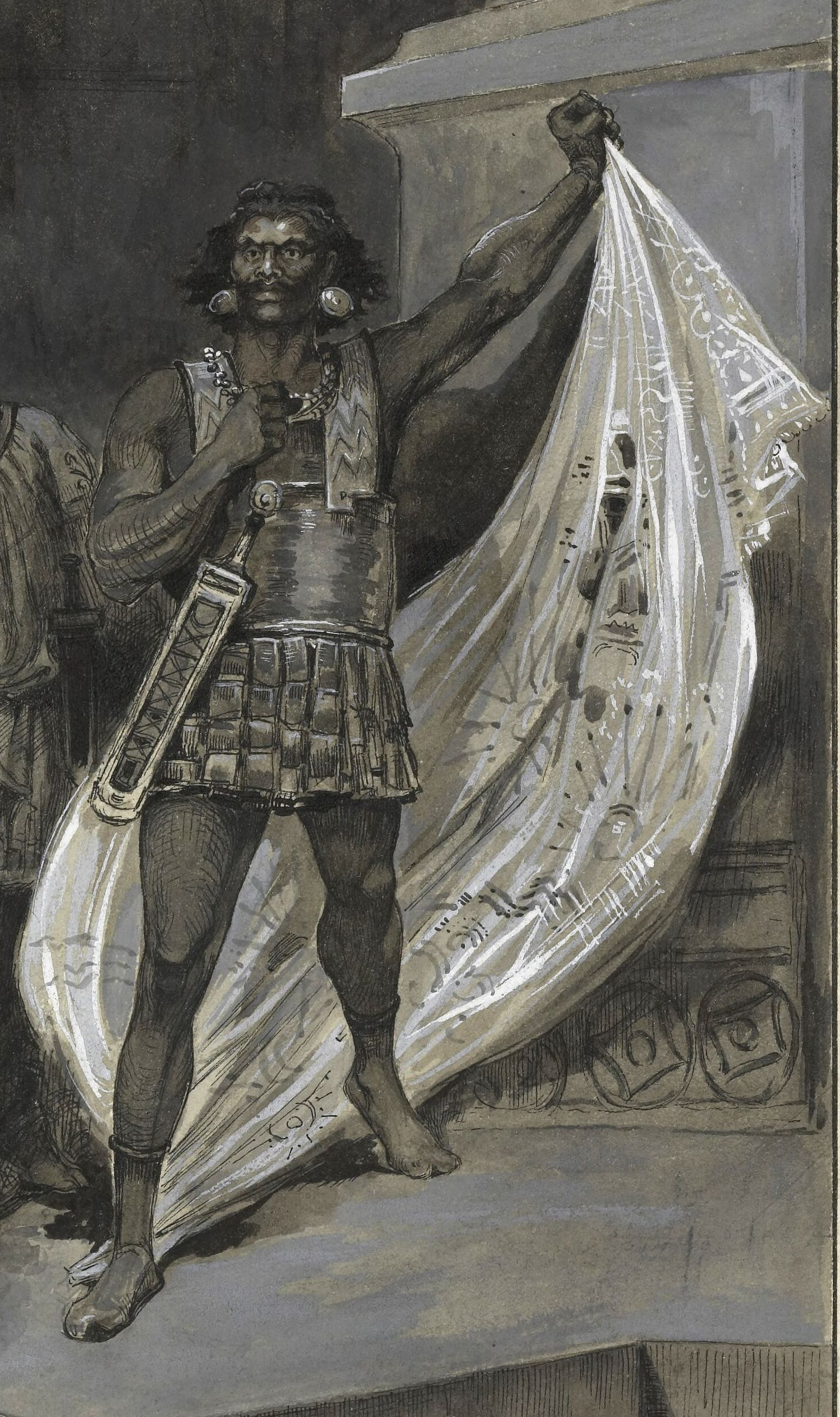
马霍斯画像

馬霍斯（Μάθως；Máthōs；卒於前237年）是一名巴巴里人，在第一次布匿戰爭西西里島上（前241-238/7年）是迦太基軍隊中的一名出色的軍官及軍事領袖。
迦太基軍隊在編制上有大部份是僱傭軍團。在第一次布匿戰爭完結後 ，基於跟羅馬共和國簽訂的條約，迦太基政府無法支付僱傭軍協議的酬金，馬霍斯帶領僱傭兵叛亂。哈米爾卡·巴卡得到柏柏尔領袖纳拉瓦斯幫助成功鎮壓叛亂，於前237年以十字架釘死馬霍。

## 外部連結
- Hannibal's Dynasty, Power and Politics in the Western Mediterranean, 247-183 BC[永久]
- Brill’s New Pauly : Classical Studies （页面存档备份，存于）